# Ubuntu MATE
Ubuntu MATE — бесплатный дистрибутив Linux с открытым исходным кодом, и официальная операционная система сообщества Ubuntu. Его основным отличием от Ubuntu является то, что он использует среду рабочего стола MATE в качестве пользовательского интерфейса по умолчанию на основе GNOME 2, который использовался для версий Ubuntu до 11.04 вместо графической оболочки Unity, которая являлась пользовательским интерфейсом по умолчанию для рабочего стола Ubuntu, или GNOME Shell, начиная с Ubuntu 17.10.

## История
Проект Ubuntu MATE был основан Мартином Вимпрессом и Аланом Попом, и начался как неофициальный дистрибутив для сообщества Ubuntu на базе Ubuntu 14.10; вскоре последовал выпуск 14.04 LTS. По состоянию на февраль 2015 года, Ubuntu MATE получила статус официального дистрибутива Ubuntu от Canonical Ltd., когда вышла версия 15.04 Beta 1. В дополнение к IA-32 и x86-64, которые были начальными платформы, Ubuntu MATE также поддерживает PowerPC и ARMv7 (на Raspberry Pi 2 и 3).
В апреле 2015 года Ubuntu MATE объявила о партнёрстве с британским компьютерным реселлером Entroware, позволяя клиентам Entroware приобретать настольные и портативные компьютеры с предустановленной Ubuntu MATE с полной поддержкой. Несколько других аппаратных сделок были анонсированы позже.
В Ubuntu MATE 18.10, поддержка 32-битной архитектуры планируется прекратиться. Также, прекращение поддержки 32-битной архитектуры планируется и в Ubuntu Budgie.

## Мнения
В мае 2016 года Джесси Смит из DistroWatch пришла к выводу: «Несмотря на мои первоначальные проблемы, связанные с тем, что Ubuntu MATE установлен и работает нормально, я ушла с позитивным представлением о дистрибутиве. Проект обеспечивает очень дружелюбный рабочий стол, который потребляет немного ресурсов у современных стандартов. Я также хочу склонить шляпу к теме по умолчанию, используемой в Ubuntu MATE». 
По состоянию на август 2017 года, Ubuntu MATE занял 24 место в рейтинге рейтинга DistroWatch за 6 месяцев. 